# Rem als Jocs Olímpics d'estiu de 1908 - Dos sense timoner masculí
La prova de dos sense timoner masculí fou una de les quatre que es disputaren als Jocs Olímpics de Londres de 1908 i que formaven part del programa de rem. La distància a recórrer era d'1,5 milles. Hi van prendre part 8 remers procedents de 3 països.

## Medallistes
| Or                                      | Plata                                      | Bronze                                | Bronze                                |
| Regne UnitJohn Fenning · Gordon Thomson | Regne UnitGeorge Fairbairn · Philip Verdon | Canadà Frederick Toms · Norway Jackes | AlemanyaMartin Stahnke · Willy Düskow |

## Resultats

### Semifinals

#### Semifinal 1
| Posició | Remers                       | País       | Temps      |
| ------- | ---------------------------- | ---------- | ---------- |
| 1       | John Fenning Gordon Thomson  | Regne Unit | 9:46.0     |
| 2       | Frederick Toms Norway Jackes | Canadà     | Desconegut |

#### Semifinal 2
| Posició | Remers                         | País       | Temps      |
| ------- | ------------------------------ | ---------- | ---------- |
| 1       | George Fairbairn Philip Verdon | Regne Unit | 11:05.0    |
| 2       | Martin Stahnke Willy Düskow    | Alemanya   | Desconegut |

### Final
| Posició | Remers                         | País       | Temps      |
| ------- | ------------------------------ | ---------- | ---------- |
| 1       | John Fenning Gordon Thomson    | Regne Unit | 9:41.0     |
| 2       | George Fairbairn Philip Verdon | Regne Unit | Desconegut |